# 스토킹

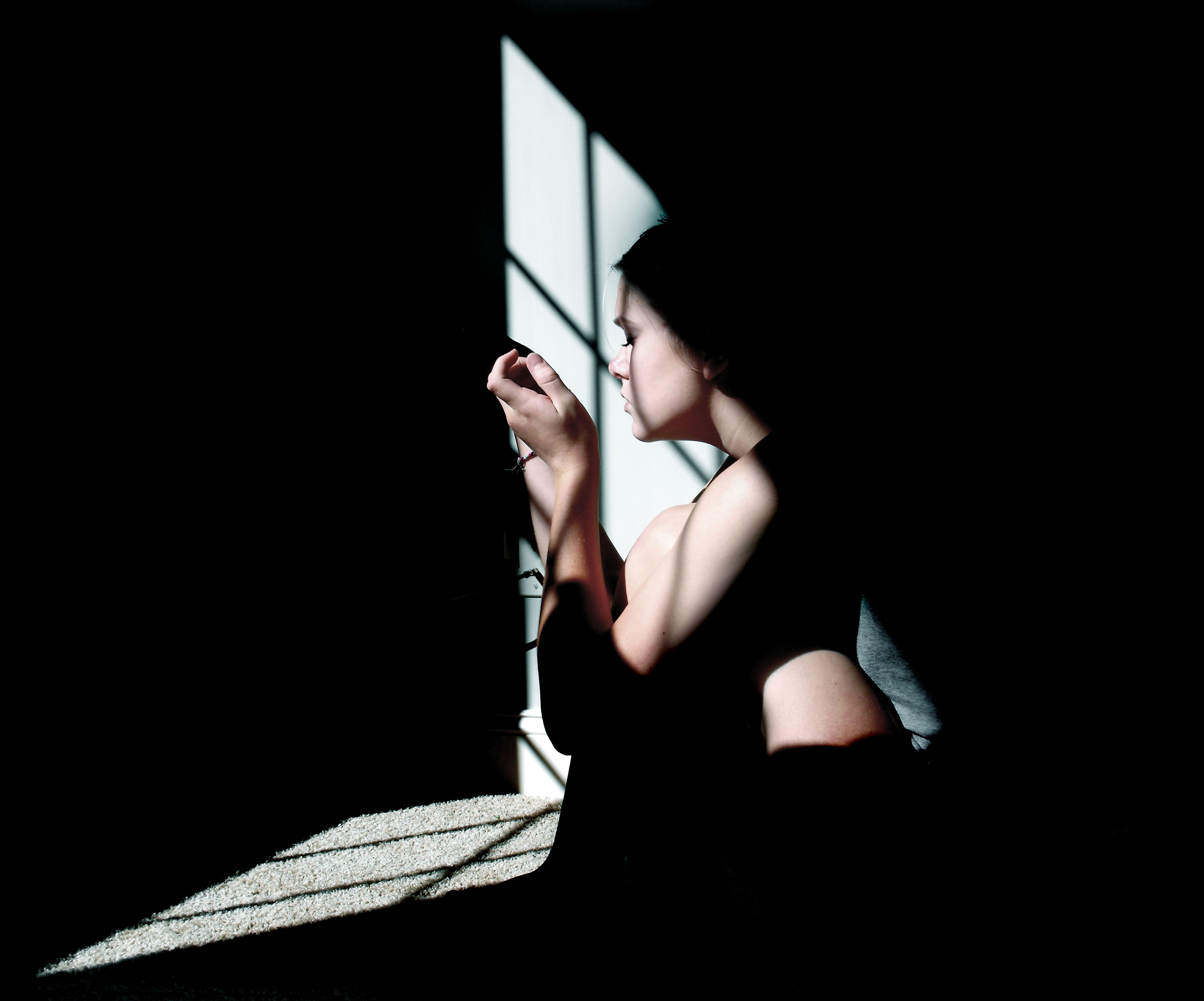

스토킹(영어: stalking)은 '은밀히 다가서다, 몰래 추적하다'(stalk)라는 뜻에서 파생되어 명사화된 용어로,과잉접근행위라고도 한다. 이것은 타인으로 하여금 위험을 느끼게 할 정도로 남을 쫓아다니는 것을 말한다.이것은 범죄의 종류에 해당한다. 남을 쫓는 행위는 물리적으로 남을 따라가는 것뿐만 아니라 전화, 이메일, 편지 등을 보내 괴롭히는 것 등을 모두 포함한다. 이렇게 이동통신·대화방·게시판 등의 정보통신망을 이용한 스토킹을 특별히 '사이버 스토킹'(cyber stalking)이라고 한다.
스토킹 행위를 하는 사람을 가리켜 스토커(stalker)라고 부른다.

## 심리학과 행동
스토커 특성을 보이는 사람들은 타인이 자신을 좋아한다는 잘못된 믿음(색정광, erotomania) 혹은 자신의 구제가 필요하다는 잘못된 믿음을 가지고 있다.
스토커들은 피해자에 대한 집요한 집착과 소유욕이 강하며 그로 인해 협박, 위협, 폭력 등 수단 방법을 가리지 않는다. 이들은 반달리즘(vandalism)이나 재물손괴, 위협하려는 물리적 공격으로 구성되어 있다. 성폭행(sexual assault)은 덜 보인다.
특정 인물에게 집요하고 맹목적으로 집착한다. 무언가에 홀리듯 자기만의 세계와 논리에 갇혀 자신의 행동을 선의의 사랑인 것 마냥 포장한다.
친밀한 관계의 스토커는 가장 위험한 유형이다. 예를 들어, 영국에서 대부분의 스토커들은 이전의 파트너로서, 미디어에서 선전되는 정신병으로 촉발된 스토킹은 스토킹 사례 중 소수에 불과하다. 영국내무부(UK Home Office)에서 성범죄방지법(the Protection from Harassment Act) 시행에 관한 연구에서 언급하였다. "성범죄방지법은 가정과 이웃 간 분쟁을 다루는 데에 적용되고 있다. 조사의 극소수 사례만이 이런 행동을 보인다는 점에서, 미디어에 의해 묘사되는 스토킹으로서 사용되고 있다."

## 분류와 성립 여부
스토킹은 행위의 사실판단내용이 본인이나 가족의 생명, 신체의 안전에 위협을 줄 만한지를 기준으로 성립이 되며 그 기준엔 또 행위의 고의성과 지속성·반복성이 따른다.

### 유형별 사례와 설명
- 추적[1]

스토킹의 어원과도 밀접한 연관이 있고 사람들이 흔히 아는 것엔 쫓아다니기, 집 찾아가기 행위들이 있다.
자신이 자신의 장소를 알려주지 않은 상대와 여러 번 마주친다면 당사자는 그 상대가 자신을 추척한다고 생각하기 마련이다.
그런데 그가 진짜 추척을 했다면 그는 상대의 사생활을 침해함으로써 스토킹을 한 것이다.
- 객체 전달 행위[10]

당사자가 받은 물체가 스토킹으로서 가치가 있을려면 그 내용물이 객관적으로 공포감을 조성할 만하다고 판단 가능해야 한다.
그 예엔 총기, 무해하다고 확인 안 된 약물 등이 대표적으로 있다.
- 폭행 및 협박

신체 폭행을 자주 당한 경우, 피해자의 상해,치사 부위가 범죄의 객관적 근거가 된다.
피해자가 상대의 집요한 신체 폭행으로 공포와 불안을 느꼈다고 판단이 들면 가해자의 신체 폭행은 스토킹이 성립된다.
협박 또한 상대의 말과 태도 모두가 당사자의 신체·생명의 안전에 위협을 느낄만한 내용이라면 스토킹이 적용된다.

## 법적인 제재조치
행위에 따른 법적인 제재조치는 다음과 같다.
- 폭언, 폭행으로 인해 공포감을 조성하거나 느끼는 경우 → 협박죄 적용
- 성적 수치심이나 혐오감 유발 → 성폭력범죄의 처벌 등에 관한 특례법 제 12조 적용 (성폭행)
- 반복적으로 문자, 쪽지, 이메일 등을 보내어 공포심이나 불안감등을 유발하는 경우 → 정보통신망 이용촉진 및 정보보호 등에 관한 법률 정보통신망법 제44조의7 제1항 제3호 적용 (사이버 스토킹)
- 집 주변에서 계속 따라오거나, 집으로 몰래 들어오는 경우 → 경범죄 처벌법, 주거침입죄 적용
- 우편으로 위험•유해 물질을 보내는 경우 → 우편법 17조 적용 (우편금지물품의 고지사항 내용 위반)
- 계속되는 스토킹으로 피해자가 우울증이나 신경쇠약에 빠지는 경우 → 상해죄, 폭행치상죄 적용
  - 스토킹과 우울증에 인과관계가 명확하게 인정되어야 처벌할 수 있다.

위와 같은 법적 조항을 스토킹에 적용하기 위해선 "지속적"이고 "상습적"으로 이루어져야 한다.

### 추적 스토킹 및 그 외 행위 관련 경범죄 사항[12]
2012년 2월 27일, ‘경범죄처벌법’ 전부개정안이 국회 본회의에서 의결됐다. 이 개정안에는 스토킹 행위인 추적을 경범죄로 규정했다.
그리고 이 법엔 교제, 면회 요구가 포함돼 스토킹이 아닌 애정구걸도 경범죄로 처벌할 수 있게 되었다.

### 스토커 규제법 시행에 따른 일본의 대표적 선례
1999년 일본 사이타마현 오케가와시에서 일어난 오케가와 스토커 살인 사건을 계기로, 2000년 하반기부터 동아시아 국가에서 최초로 스토커 규제법을 법제화하여, 충분한 계도 기간을 거친 바 있다.
일본은 스토킹 범죄를 2017년부터 피해자의 고소 없이도 가해자를 입건할 수 있는 비친고죄로 개정했다. 뿐만 아니라 미행과 매복, 감시, 협박 등은 물론 사회관계망서비스(SNS)나 이메일 등을 통한 온라인 스토킹, 명예훼손 등 적용 범위까지 확대해 크게 8가지로 스토킹을 규정하고 있다.
아울러, 접근금지 등 피해자 신변 보호 조치를 위반하면 6개월 이하 징역 또는 50만엔의 벌금형에 처해진다. 하지만 이를 상습적으로 위반 시 2년 이하 징역 혹은 200만엔 이하의 벌금형으로 가중 처벌된다.

### 스토킹 범죄의 처벌 등에 관한 법률 제정안
2021년 3월 24일, ‘스토킹 처벌법(스토킹 범죄의 처벌 등에 관한 법률 제정안)’이 24일 국회 본회의를 통과하면서 스토킹 범죄가 현행법상 경범죄처벌법의 ‘지속적 괴롭힘’에서 ‘범죄’로 바뀌게 됐다. 제정된 스토킹 처벌법은 스토킹 행위를 상대방 의사에 반해 정당한 이유 없이 상대방 또는 그 가족에 대해 접근하거나 지켜보는 행위, 우편·정보통신망 등을 이용해 물건, 글·영상 등을 도달하게 하는 행위 등을 해 상대에게 불안감 또는 공포심을 일으키는 행위로 규정했다.
그 동안 스토킹 범죄는 ‘경범죄 처벌법(지속적 괴롭힘)’에 의해 10만 원 이하의 벌금으로 처벌해 왔지만, 엄중한 처벌과 효과적인 피해자 보호 차원에서, ‘스토킹범죄의 처벌 등에 관한 법률’이 2021년 10월 21일부터 동아시아 국가에서 두 번째로 시행되어 처벌 수위가 한층 더 강화됐다. 경찰은 법률 시행에 맞춰 예방과 수사, 피해자 보호 및 지원을 위한 스토킹 대응체계를 구축해 운용하고 있으므로, 이런 행위가 지속되거나 상습적으로 반복될 경우 스토킹 범죄에 성립될 가능성이 높다.
스토킹 범죄자는 3년 이하 징역이나 3000만원 이하의 벌금에 처한다. 만약 흉기 등 위험한 물건을 이용할 경우 5년 이하 징역이나 5000만원 이하로 형량이 가중된다. 또 스토킹 행위에 대한 신고가 있는 등의 경우 경찰은 100m 이내 접근금지 등의 긴급조치를 한 후 검사에게 지방법원 판사의 사후승인을 청구를 신청할 수 있도록 규정했다.

## 관련 서적
- 이 문서에는 다음커뮤니케이션(현 카카오)에서 GFDL 또는 CC-SA 라이선스로 배포한 글로벌 세계대백과사전의 내용을 기초로 작성된 글이 포함되어 있습니다.
- 최영인·염건령. 《가정폭력범죄와 여성에 의한 스토킹범죄이론》. 백산출판사. 2005년. ISBN 9788977397514

## 관련 기사 및 사건
- 오케가와 스토커 살인 사건
- 신당역 살인 사건

## 같이 보기
- 파파라치
- 사생팬
- 사생활 침해
- 성폭행
- 폭력행위 등 처벌에 관한 법률
- 편지 폭탄
- 추적망상
  - 집단 스토킹
- 레베카 쉐퍼
- 테레사 살다나